# Крістіані Сантус
Крістіа́ні Жусті́ну Вена́нсіу (порт. Cristiane Justino Venancio Santos; *9 липня 1985, Куритиба, Бразилія) більш відома як Крістіа́ні Са́нтус — бразильська спортсменка, спеціаліст зі змішаних бойових мистецтв. Чемпіонка світу зі змішаних бойових мистецтв у напівлегкій ваговій категорії за версією Strikeforce (2009 — 2011 роки) та Invicta (з 2013 року). Бронзова призерка чемпіонату світу з греплінгу у легшій ваговій категорії за версією ADCC (2009 рік).
Крістіані Сантус на прізвисько «Кіборг» — найуспішніша жінка-боєць в організації Strikeforce: вона була непереможена у боях під егідою цієї організації, тричі захищала чемпіонський титул, всі бої у рамках чемпіонату завершила нокаутами. Після останнього захисту титулу була викрита у використанні анаболічного стероїду станозололу — препарату, похідного від чоловічого гормону тестостерону. Сантус позбавлено титулу, ліцензії, а також оштрафовано.
З 2013 року виступає під егідою жіночого чемпіонату Invicta, де їй належить пояс чемпіонки у напівлегкій ваговій категорії.
Єдиною поразкою в кар'єрі Крістіані залишається її дебютний бій за змішаними правилами, в якому вона програла незвичайним підкоренням — больовим прийомом на обидві ноги.
Крістіані виступає під прізвищем колишнього чоловіка — бійця змішаного стилю Еванґелісти Сантуса.

## Статистика в змішаних бойових мистецтвах
| Результат   | Противник       | Спосіб                               | Раунд | Час  | Дата              | Місце                      | Подія                                | Примітки |
| ----------- | --------------- | ------------------------------------ | ----- | ---- | ----------------- | -------------------------- | ------------------------------------ | --- |
| Перемога    | Марлус Кунен    | Технічний нокаут (удари кулаками)    | 4     | 4:02 | 13 липня 2013     | Канзас-Сіті, Міссурі, США  | «Invicta FC 6»                       | Виграла вакантний титул чемпіонки у напівлегкій ваговій категорії. |
| Перемога    | Фіона Макслов   | Технічний нокаут (удари кулаками)    | 1     | 3:46 | 5 квітня 2013     | Канзас-Сіті, Міссурі, США  | «Invicta FC 5»                       | |
| Не відбувся | Хіроко Яманака  | Рішення атлетичної комісії           | 1     | 0:16 | 17 грудня 2011    | Сан-Дієго, Каліфорнія, США | «Strikeforce: Melendez vs. Masvidal» | Захистила титул чемпіонки у напівлегкій ваговій категорії. Позбавлена титулу після провалу тестів на стероїди. Первинний результат бою (перемога технічним нокаутом) скасовано. Бій визнано таким, що не відбувся. |
| Перемога    | Джен Фінні      | Нокаут (удари коліньми)              | 2     | 2:56 | 26 червня 2010    | Сан-Хосе, Каліфорнія, США  | «Strikeforce: Fedor vs. Werdum»      | Захистила титул чемпіонки у напівлегкій ваговій категорії. |
| Перемога    | Марлус Кунен    | Технічний нокаут (удари кулаками)    | 3     | 3:40 | 30 січня 2010     | Санрайз, Флорида, США      | «Strikeforce: Miami»                 | Захистила титул чемпіонки у напівлегкій ваговій категорії. |
| Перемога    | Джина Карано    | Технічний нокаут (удари кулаками)    | 1     | 4:59 | 15 серпня 2009    | Сан-Хосе, Каліфорнія, США  | «Strikeforce: Carano vs. Cyborg»     | Виграла титул чемпіонки у напівлегкій ваговій категорії. |
| Перемога    | Хітомі Акано    | Технічний нокаут (удари кулаками)    | 3     | 0:35 | 11 квітня 2009    | Сан-Хосе, Каліфорнія, США  | «Strikeforce: Shamrock vs. Diaz»     | |
| Перемога    | Йоко Такахасі   | Рішення суддів (одностайне)          | 3     | 3:00 | 4 жовтня 2008     | Санрайз, Флорида, США      | «EliteXC: Heat»                      | |
| Перемога    | Шейна Басзлер   | Технічний нокаут (удари кулаками)    | 2     | 2:48 | 26 липня 2008     | Стоктон, Каліфорнія, США   | «EliteXC: Unfinished Business»       | |
| Перемога    | Марісе Віторіа  | Технічний нокаут (удари ногами)      | 1     | 1:27 | 25 листопада 2006 | Куритиба, Парана, Бразилія | «Storm Samurai 12»                   | |
| Перемога    | Елайне Сантьяґу | Технічний нокаут (рішення кутового)  | 1     | 2:46 | 21 травня 2006    | Куритиба, Парана, Бразилія | «Storm Samurai 11»                   | |
| Перемога    | Кріс Шрьодер    | Технічний нокаут (удари кулаками)    | 1     |      | 28 січня 2006     | Куритиба, Парана, Бразилія | «Storm Samurai 10»                   | |
| Перемога    | Ванесса Порту   | Рішення суддів (одностайне)          | 3     | 5:00 | 20 листопада 2005 | Куритиба, Парана, Бразилія | «Storm Samurai 9»                    | |
| Поразка     | Еріка Пайнс     | Підкорення (больовий прийом на ноги) | 1     | 1:46 | 17 травня 2005    | Куритиба, Парана, Бразилія | «Show Fight 2»                       | |